# كوتاهية (محافظة)

تفاصيل كليم من كوتاهية، حوالي عام 1875

محافظة كوتاهية (بالتركية: Kütahya ili) هي إحدى محافظات تركيا تقع في منطقة إيجة. عاصمتها مدينة كوتاهية. وتبلغ مساحتها 11875 كيلومتراً مربعاً وعدد سكانها 571.554 (2014). في 1990، قُدرّ عدد سكان كوتاهية بنحو 578.000 نسمة.
تحيط بها محافظات بورصة من الشمال الغربي، بيله جك من الشمال الشرقي، إسكي شهر من الشرق، أفيون من الجنوب الشرقي، أوشاك من الجنوب، مانيسا من الجنوب الغربي وبالق أسير من الغرب.

## تاريخها
يمتد تاريخ كوتاهية بقدر ما يعود إلى 3000 قبل الميلاد، على الرغم من أن تاريخ تأسيسها بالتحديد غير معروف. وفقاً لمصادر قديمة، سُجلّ اسم كوتاهية خلال العصور القديمة على أنه كوتيون وكوتيوم وكوتي. كان الفريجيون أقدم مجموعة استقرت في أراضي المحافظة. دخل الفريجيون، الذين جاؤوا إلى الأناضول عام 1200 ق.م.، أراضي المملكة الحيثية ونظموا أنفسهم في حكومة. في 676 ق.م، نتيجة هزيمة الملك الفريجي ميداس الثالث، سيطر الكيميريون على كوتاهية والمناطق المحيطة بها.
خلال الوقت الذي كان فيه آلياتيس ملكاً على ليديا، تولى الليديون حكم الكيميريين. في 546 ق.م، هزم البارسيون الجيش الليدي وغزوا الأناضول. عقب هزيمة البارسيين بالقرب من نهر بيغا في 334 ق.م، فرض الإسكندر الأكبر هيمنته على المنطقة. انتقلت كوتاهية ومناطقها إلى أنتيغونوس أحد قادة الإسكندر الأكبر بعد وفاته عام 323 ق.م. وفي 133 ق.م، انضمت تحت حكم الإمبراطورية الرومانية. ثم أصبحت مركزاً أسقفياً.
في 1078، استولى سليمان بن قتلمش مؤسس دولة سلاجقة الروم على كوتاهية. وهاجمها الصليبيون في 1097. أعاد قلج أرسلان الثاني السيطرة عليها مع الأراضي المفقودة الأخرى. لكن المدينة فُقدت مجدداً أمام البيزنطيين بسبب الصراع على العرش بعد وفاة قلج أرسلان الثاني. خلال حكم علاء الدين كيقباد الأول، أصبحت جزءاً من أراضي السلاجقة. في 1277، زوجّ غياث الدين كيخسرو الثاني أمير كرمايان ابنته دولت خاتون من السلطان العثماني مراد الأول نجل يلدريم بايزيد. وكجزء من مهرها، أعطيت كوتاهية ومحيطها للعثمانيين. ومع ذلك، في 1402 هزم تيمور بايزيد في معركة أنقرة وخسر كوتاهية أمام تيمور. والذي أعادها إلى يعقوب بك الثاني أمير كرمايان. انضم كوتاهية لاحقاً إلى الإمبراطورية العثمانية وأصبحت عاصمة سنجق في 1429.

## قبائل كوتاهية البدوية
استناداً إلى السجلات التاريخية للعالم الجغرافي ابن سعيد، كان هناك عدداً من سكان البدو يُقدر بنحو 30.000 يقطنون منطقة كوتاهية خلال النصف الثاني من القرن الثالث عشر.
خلال القرن السادس عشر، كانت القبائل البدوية المرتبطة بالعثمانيين هي آكتشلي وكيكان وبوزغوش وموسيلمان وآق قويونلو وأوشار و قايي وتشوبانلار. كان هناك أيضاً العديد من القبائل البدوية التي تصرفت باستقلالية.
في 1571، كان عدد السكان البدو في كوتاهية يبلغ 25.317 فرداً. بالمقابل، كان عدد سكان كوتاهية المستقرين 72.447 فرداً خلال نفس العام.
على الرغم من أن هؤلاء كانوا تقليدياً من البدو الرحل، فقد وُجدّ أن العديد منهم انتقلوا بين الحياة البدوية والمستقرة خلال القرن السادس عشر. وهذا مشابه للممارسة العامة للانتقال من الحياة البدوية إلى حياة الاستقرار بين القبائل في غرب الأناضول في هذا القرن. على الرغم من أن هؤلاء السكان القبليين قد استقروا، فما زال يُشار إليهم في الوثائق باسم «يوروكس» أي البدو. وهذا هو الحال حتى في الحالات التي سُجلّ فيها بوضوح أنهم قد استقروا.

## البورسلين والسيراميك الفاخر

### التاريخ المبكر
يذكر المؤرخون أن فن الخزف الفاخر بدأ في كوتاهية منذ العصر النحاسي (5500-3000 ق.م.) والذي يُعرف أيضاً باسم العصر الحجري المعدني. نتيجة وجود رواسب طينية غنية في المناطق المحيطة بها، كان إنتاج الخزف مكثفاً أيضاً خلال العصور الفريجية والهلنستية والرومانية والبيزنطية. لا يزال هذا الشكل الفني يُمارس تقليدياً في الوقت الحاضر.

### صناعة البورسلين الفاخر خلال الدولة العثمانية
في العهد العثماني، كانت كوتاهية ثاني مركز إنتاج للخزف الفاخر بعد إزنيق. في حين بدأت عينات الخزف الفاخر الأولى بالظهور في كوتاهية في نهاية القرن الرابع عشر، ظهرّ التطور الحقيقي بعد النصف الثاني من القرن السادس عشر عندما كانت إزنيق في ذروة فن الخزف الراقي.[بحاجة لمصدر] تأسست ورش عمل البورسلين الفاخر في كوتاهية خصيصاً لتلبية احتياجات البورسلين الفاخرة في إسطنبول. خلال هذه الفترة، بالإضافة إلى انهيار الدولة العثمانية، بدأت صناعة الخزف الفاخر في إزنيق في التدهور بنفس الوتيرة. ومع اختفاء فن الخزف الفاخر في إزنيق خلال القرن الثامن عشر، أصبحت كوتاهية المكان الوحيد الذي يعمل في هذا المجال. أحدث الأمثلة للخزف الفاخر من الدولة العثمانية أنتجها حافظ محمد أمين أفندي، خبير الخزف الفاخر من كوتاهية والذي قدم مساهمات كبيرة في تطوير فن البورسلين الفاخر.

## ثقافة الطعام والمطبخ
يعتمد جزء كبير من التغذية والثقافة الغذائية في كوتاهية على السلع المنزلية، حيث تُشكل منتجات القمح ومنتجات العجين ومنتجات الألبان أساس النظام الغذائي المحلي. تعتبر الإرشته من الأطعمة الأكثر استهلاكاً في المنطقة وهي نوع من المكرونة محلية الصنع والبرغل والترهانة وخاصة الترهانة بالقرانيا. يحتل البرغل والترهانة مكاناً بارزاً في المطبخ المحلي لأنهما من المنتجات التي تُستهلك يومياً. تُشكل منتجات العجين أيضاً قسماً كبيراً من مطبخ كوتاهية. على سبيل المثال، الأطباق المحلية المعروفة في كوتاهية باسم جيمجيك، نوع من المكرونة وهاشهاشلي بيدة وحلوى شيبت وغوزليم.
كانت ثقافة الطعام في كوتاهيا تعتمد بشكل أساسي على السلع المنزلية. اعتمد السكان المحليون على ما ينتجون في المنزل ونادراً ما كانوا يشترون من الباعة في الخارج، مثل الأسواق. ومع ذلك، فقد تغير ذلك في الآونة الأخيرة حيث أصبح السكان أكثر تمدناً. حالياً، يشتري المزيد والمزيد من الناس الضروريات الغذائية اليومية، مثل الخبز من السوق أو المخابز. ومع ذلك، لا يزال السكان يمارسون تقاليد المواد الغذائية الأساسية. على سبيل المثال، لا تزال الخضروات، مثل الفلفل والفاصوليا والباذنجان، تُجنى خلال فصل الصيف وتجفف استعداداً لفصل الشتاء. وبالمثل، يواصل السكان المحليون إعداد المنتجات الغذائية التي تُستهلك يومياً، مثل معجون الطماطم، الإرشته، الترهانة والمخللات في المنزل.

## المناطق
تنقسم محافظة كوتاهية إلى 13 مقاطعة (مقاطعة العاصمة بالخط العريض):
- ألطنطاش
- أصلانابا
- جودار حصار
- دومانيج
- دوملوبينار
- إيميت
- جيديز
- حصارجيك
- كوتاهية
- بازارلار
- شبخانة
- سيماو
- تاوشانلي

## وصلات خارجية
- Kütahya governor's official website
- Kütahya municipality's official website باللغة التركية
- Kütahya weather forecast information
- Pictures of the capital of Kütahya province
- Pictures of the Zeus temple and other sights at Aizanoi
- Pictures of Kütahya